# Dischidia saccata
Dischidia saccata är en oleanderväxtart som beskrevs av Otto Warburg. Dischidia saccata ingår i släktet Dischidia och familjen oleanderväxter. Inga underarter finns listade i Catalogue of Life.